# Vince Desi
Vincent James Desiderio Jr. (Brooklyn, Nueva York, 1951/1953), más conocido como Vince Desi, es un productor de videojuegos estadounidense con raíces italianas. Es conocido por ser el CEO de Running with Scissors.

## Vida personal
Vincent Desiderio, nacido en Brooklyn con raíces italianas, tuvo una carrera diversa antes de entrar en la industria de los videojuegos. Trabajó como taxista, gerente de un estudio de grabación y reclutador en Wall Street, adoptando el nombre "Vince Desi". Posteriormente, se unió a Atari y cofundó Riedel Software Productions, especializada en software educativo. En 1996, fundó Running with Scissors  en Tucson, Arizona, con el objetivo de crear videojuegos para adultos.

## Filmografía
- Postal: Parodia del caos[3](interpretándose a sí mismo y a como Krotchy, un escroto antropomórfico del universo Postal) (2007)
- Going Postal: The Legacy Foretold [4](2024)